# Disepalum aciculare
Disepalum aciculare là loài thực vật có hoa thuộc họ Na. Loài này được D.M.Johnson mô tả khoa học đầu tiên năm 1989.